# 다이아몬드 댈러스 페이지
본명은 페이지 조셉 팔켄베르그(Page Joseph Falkenberg)인 다이아몬드 댈러스 페이지(Diamond Dallas Page, 1956년 4월 5일 ~)는 미국의 프로레슬링선수다. 피니쉬는 다이아몬드 커터(커터)를 사용을 한다. 키는 193cm 몸무게는 104.3kg이다. 2012년 7월 2일 WWE RAW에서 등장을 했다. 현재는 요가 강사다.

## 챔피언 경력
- WCW 월드 헤비웨이트 챔피언 3회
- WCW 유나이티드 스테이츠 챔피언 2회
- WCW 월드 태그팀 챔피언 4회 - 캐년 & 뱀 뱀 비글로 (2회), 케빈 내쉬 (2회)
- WCW 월드 텔레비전 챔피언 1회
- WCW 4대 트리플 크라운 챔피언
- WWE 월드 태그팀 챔피언 (구 버전) 1회 - 크리스 캐년 (1회)
- WWE 유러피언 챔피언 1회
- 2017년 WWE 명예의 전당 헌액자
- SWF 헤비웨이트 챔피언 1회

## 출연 작품
- 드리프트우드 - 케네디 역
- 나이스 가이스